# Az Oregon Ducks és az Oregon State Beavers sportcsapatai közötti rivalizálás

Az Oregon Ducks logója

Az Oregon State Beavers logója

Az Oregon Ducks és az Oregon State Beavers sportcsapatai közötti rivalizálás (becenevén Civil War) 1894 óta áll fenn.

## Eredmények
Az összesített eredmények megállapítása friss gyakorlat, az egyetemek közötti sportágak mindenkori rekordját a játék kezdete óta rögzítik.

### Férfiak
Amerikai futball
Az amerikaifutball-csapatok közötti rivalizálás 1894 óta tart. A 2023-as szezon végén a Ducks 68–49–10-es eredménnyel vezetett.
Baseball
A Beavers 2005-ben a kieséses versenyben két mérkőzését elveszítette, de 2006-ban és 2007-ben nemzeti bajnok lett. A Beavers sikerein felbuzdulva 2009-ben újraalapították a Ducks baseballcsapatát.
Birkózás
A 2005–2006-os szezon végén a Ducks eredménye 103–24–4 volt. A Beavers 2003 óta hét mérkőzést nyert.
Kosárlabda
2022. december 31-éig a két csapat az NCAA történetének legtöbb, 362 mérkőzését játszotta. A sorozatot 193–169-es eredménnyel a Beavers vezeti.
Labdarúgás
A Ducks három játékot követően, 1989-ben megszüntette a csapatot. A három mérkőzés mindegyikét a Beavers nyerte.

### Nők
Kosárlabda
A 2019–2020-as szezonban a Ducks 63–41-es eredménnyel győzött.
Labdarúgás
A 2019-es szezon végén az eredmény 10–10–4 volt.
Softball
2009-ben a Beavers vezetett 79–78–1 eredménnyel.
Röplabda
A 2019-es szezon végén a Ducks eredménye 78–44–1 volt.

## Fordítás
- Ez a szócikk részben vagy egészben  az   Oregon–Oregon State rivalry című angol Wikipédia-szócikk ezen változatának fordításán alapul.  Az eredeti cikk szerkesztőit annak laptörténete sorolja fel. Ez a jelzés csupán a megfogalmazás eredetét és a szerzői jogokat jelzi, nem szolgál a cikkben szereplő információk forrásmegjelöléseként.